# Nan'yō-jinja
Le Nan'yō-jinja (南洋神社) est un sanctuaire shinto situé dans l'île de Koror, aux Palaos. Établi en 1940, le sanctuaire est l'ichi-no-miya du gouvernement colonial du mandat des îles du Pacifique (Nan'yō-chō) administré par les Japonais. Il est conçu pour la vénération d'Amaterasu Ōmikami, la déesse du Soleil.

## Histoire
Le processus qui conduit à la création du sanctuaire commence au milieu des années 1930 lorsque l'agence de planification régionale (Nan'yō Takushoku) est chargée de la japonisation de la Micronésie. Le principal défenseur du sanctuaire est Dōmoto Teiichi, secrétaire particulier du gouverneur du gouverneur du mandat des îles du Pacifique depuis 1936.
Les cérémonies de consécration durent trois jours, du premier au trois novembre 1940 (Shōwa 15, du 1er au 3e jour du 11e mois). Le sanctuaire est situé à Koror, la capitale coloniale des Palaos. Dès son inauguration, le Nan'yō-jinja est officiellement désigné comme l'un des Kanpei-taisha (官幣大社), ce qui signifie qu'il se tient au premier rang des sanctuaires soutenus par le gouvernement. Le sanctuaire est considéré par le gouvernement japonais comme marquant « un pas en avant dans la tâche sacrée de construction d'un nouvel ordre de l'Asie orientale ».
Lorsque les forces alliées menacent Palaos à la fin de 1944, le kami et les autres symboles sacrés du sanctuaire sont évacués au Japon par sous-marin. Le sanctuaire est épargné par les bombardements américains, mais à la suite de la capitulation du Japon, l'édifice est démantelé et ses matériaux sont réutilisées dans la reconstruction de Koror. Seules les marches de pierre de la plate-forme supérieure et les grandes lanternes de pierre demeurent comme témoignage de l'enceinte de l'ancien sanctuaire.
En 1983, des plans sont élaborés pour une reconstruction du sanctuaire sur son ancien site et une réplique miniature du temple original est réalisée grâce au financement de sponsors privés du Japon en 1993.

## Source de la traduction
- (en) Cet article est partiellement ou en totalité issu de l’article de Wikipédia en anglais intitulé « Nan'yō Shrine » (voir la liste des auteurs).